# Rolls-Royce Silver Cloud
Rolls-Royce Silver Cloud – luksusowy samochód osobowy produkowany przez brytyjską firmę Rolls-Royce w latach 1955–1966. Dostępny jako: 4-drzwiowy sedan, 2-drzwiowe coupé lub 2-drzwiowy kabriolet. Następca modelu Silver Dawn. Początkowo do napędu używano silnika R6 o pojemności 4,9 litra, zastąpiony został później przez jednostkę V8 6,2 l. Moc przenoszona była na oś tylną poprzez 4-biegową automatyczną skrzynię biegów. Samochód został zastąpiony przez model Silver Shadow. Powstały trzy generacje modelu.
Eksportowany był m.in. do USA, gdzie w 1960 roku kosztował 14 895 dolarów.

## Dane techniczne
| Wersja           | Silnik:                  | Układ zasilania: | Śr. × skok tłoka:    | St. sprężania: | Moc maks: | Maks. moment obrotowy |
| ---------------- | ------------------------ | ---------------- | -------------------- | -------------- | --------- | --------------------- |
| Silver Cloud I   | R6 4,9 l (4887 cm³)      | gaźnik           | 95,25 mm × 114,30 mm | 6,6:1          | b/d       | b/d                   |
| Silver Cloud II  | V8 6,2 l (6223 cm³), OHV | gaźnik           | 104,10 mm × 91,40 mm | 8,0:1          | b/d       | b/d                   |
| Silver Cloud III | V8 6,2 l (6223 cm³), OHV | gaźnik           | 104,10 mm × 91,40 mm | 9,0:1          | b/d       | b/d                   |

## Osiągi
| Model            | Przyspieszenie 0-100 km/h: | Prędkość maksymalna: |
| ---------------- | -------------------------- | -------------------- |
| Silver Cloud I   | 13,0 s                     | 171 km/h             |
| Silver Cloud II  | 10,8 s                     | 187 km/h             |
| Silver Cloud III | 10,8 s                     | 187 km/h             |

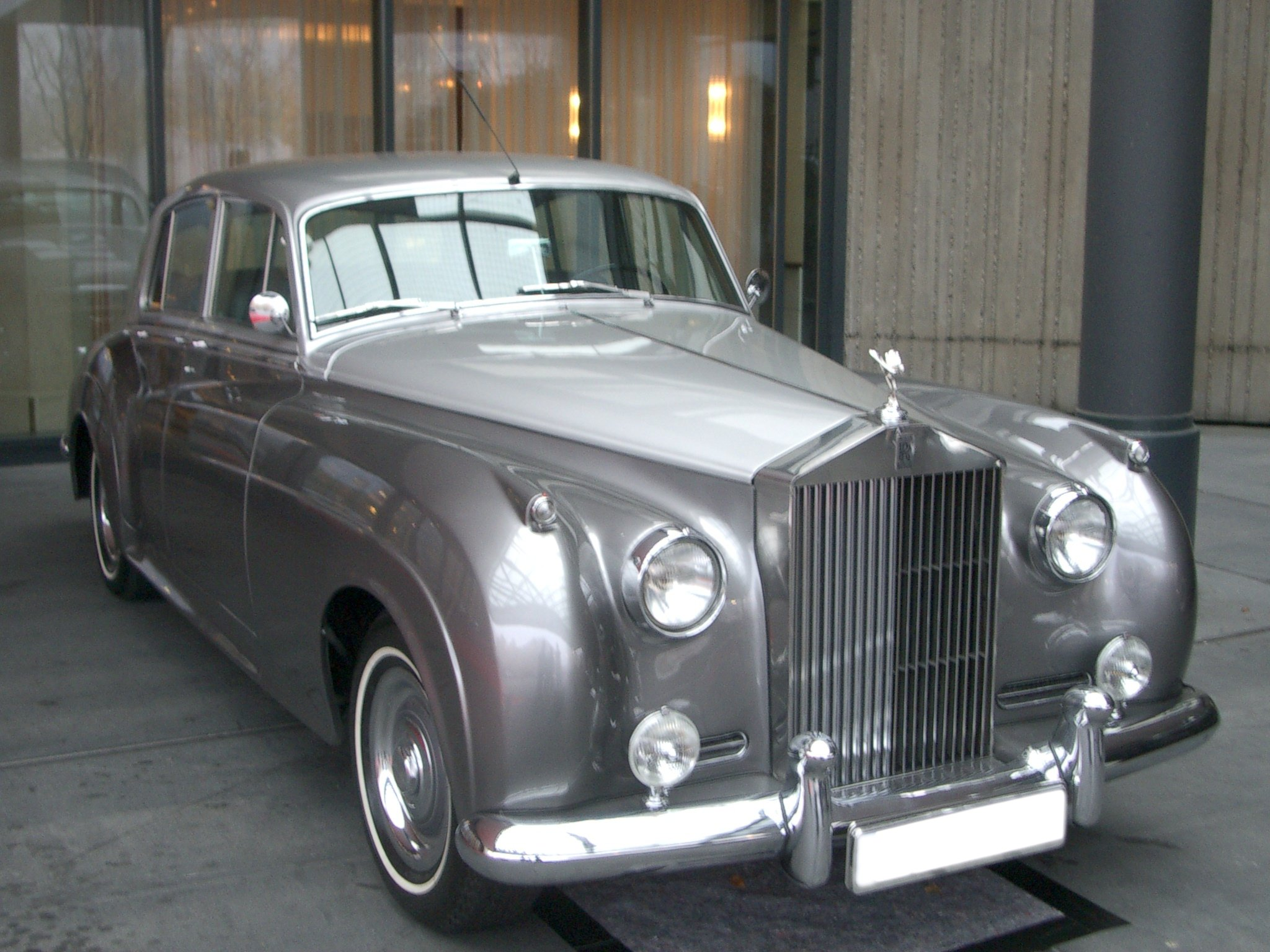
Silver Cloud I
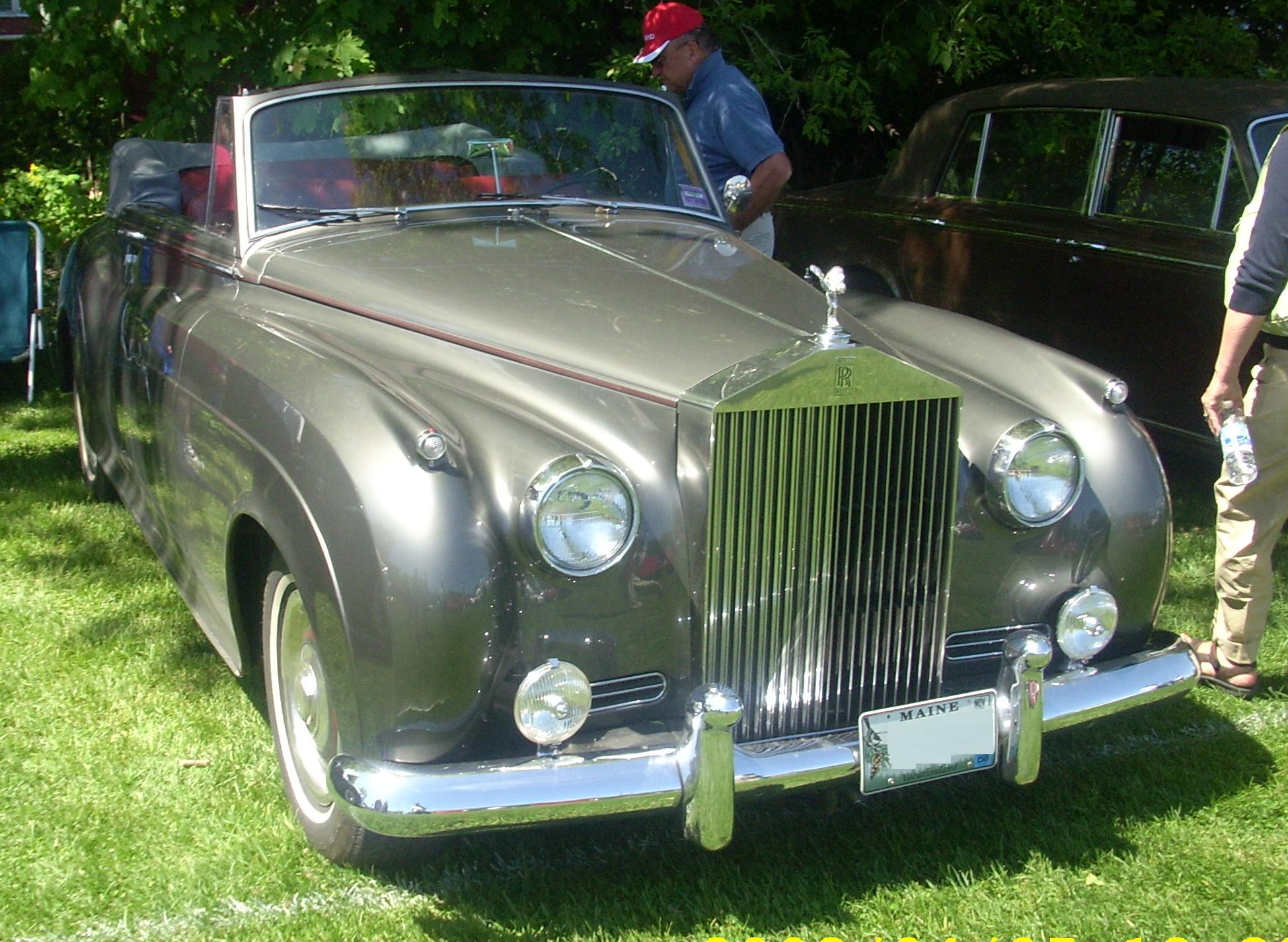
Silver Cloud II cabrio z 1961
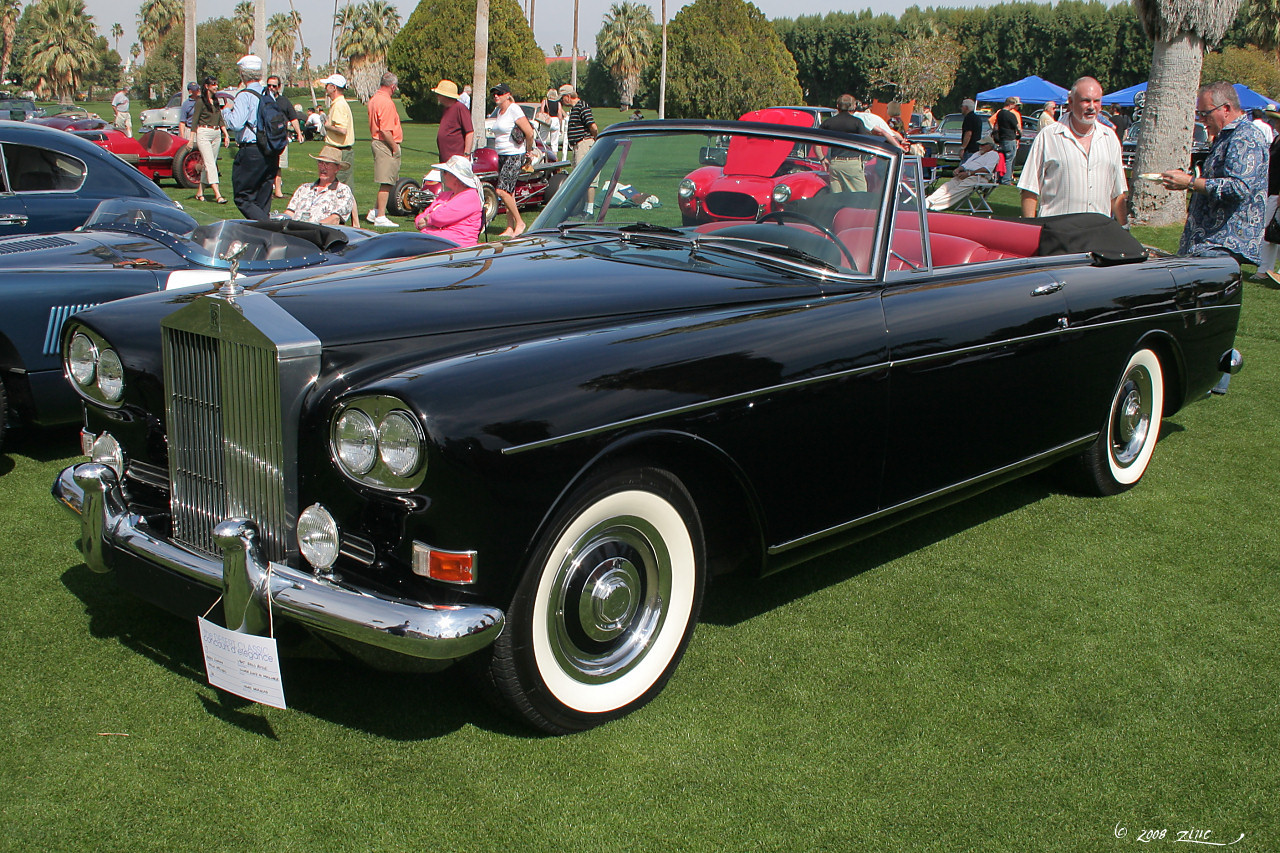
Silver Cloud III z 1960
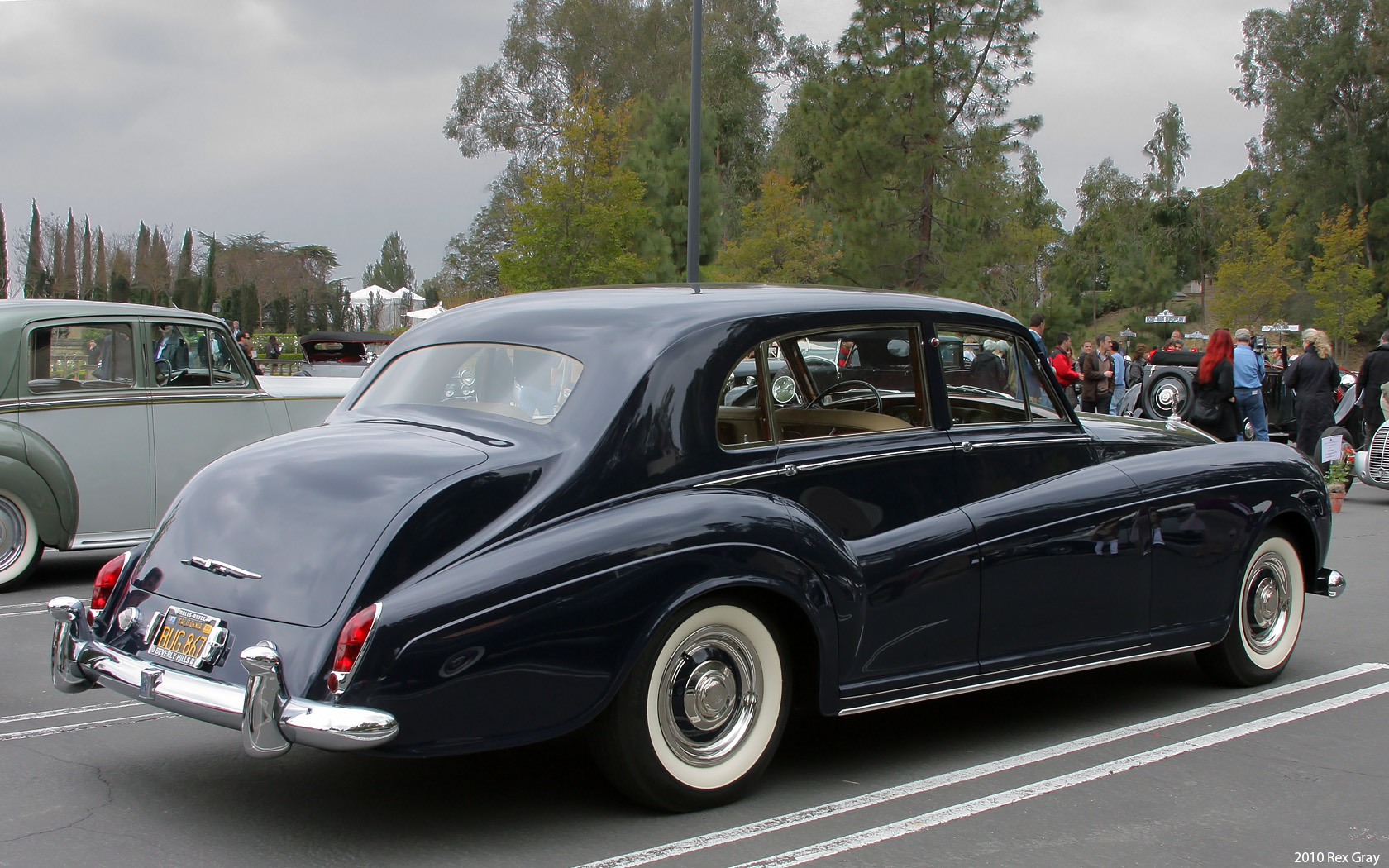
Silver Cloud III z 1963